# NGC 3867
NGC 3867 é uma galáxia espiral (S?) localizada na direcção da constelação de Leo. Possui uma declinação de +19° 24' 01" e uma ascensão recta de 11 horas, 45 minutos e 29,6 segundos.
A galáxia NGC 3867 foi descoberta em 23 de Março de 1881 por Édouard Jean-Marie Stephan.